# 京急空港線
空港線（くうこうせん）は、東京都大田区の京急蒲田駅と羽田空港第1・第2ターミナル駅を結ぶ、京浜急行電鉄（京急）の鉄道路線である。駅ナンバリングで使われる路線記号はKK。
大田区内を東西に走り、東京モノレール羽田空港線と並んで東京国際空港（羽田空港）への空港アクセス路線としての役割を担い、沿線部の通勤路線としても機能している。
穴守稲荷神社への参拝客輸送のための「穴守線」として開業した。現在でも穴守稲荷駅や大鳥居駅など、参詣電車として開業した名残が駅名に残っている。
1931年に現在の羽田空港の前身となる東京飛行場（羽田飛行場）が開港すると、徐々に飛行場の利用客も増加していったが、太平洋戦争後に連合国軍によって東京飛行場は接収され、飛行場拡張のために穴守稲荷神社や地域住民は強制退去となり、穴守線も海老取川以東が強制接収となった。拡張後も路線は長らく空港と海老取川を挟んだ対岸で行き止まりとなっていたことから空港アクセス路線としては事実上運用されず、沿線に遷座した穴守稲荷神社への参拝客や沿線住民のみが利用するローカル支線であったが、1990年代末に羽田空港ターミナル下まで延伸を果たしてからは、再び空港アクセス路線の地位を得た。

## 路線データ
- 路線距離：6.5 km
- 軌間：1435 mm
- 駅数：7駅（起終点駅を含む）
- 複線区間：全線（ただし京急蒲田駅 - 糀谷駅間は単線並列）
- 電化区間：全線（直流1500 V、架空電車線方式）
- 閉塞方式：自動閉塞式
- 保安装置：C-ATS
- 列車無線：誘導無線方式（IR）、デジタル空間波無線方式（デジタルSR）（併用）
- 最高速度
  - 京急蒲田駅 - 糀谷駅間：60 km/h
  - 糀谷駅 - 天空橋駅間：90 km/h
  - 天空橋駅 - 羽田空港第1・第2ターミナル駅間：110 km/h[1]

## 沿線概況
京急の支線としては唯一東京都内のみを経由する路線である。おおむね環八通りと併走しており、京浜間の主要道路との交点も多い。京浜工業地帯の一角ではあるが、中小・家内工業的な雰囲気のある地域を走っている。
京急蒲田駅の2階（本線上り）と3階（本線下り）からそれぞれ単線が分岐し、半径100mでほぼ直角にカーブしながら第一京浜と立体交差する。それぞれの線路は糀谷駅手前のシーサスクロッシングまで併走する単線並列区間となり、高架の糀谷駅に進入する。この区間は京急蒲田駅周辺の連続立体交差事業により2012年に高架化された区間（詳細は「京急蒲田駅#高架化」を参照）で、これによって京急蒲田駅構内のボトルネック（本線とは単線で接続していた）と第一京浜との平面交差が解消され、ダイヤの制約が大幅に軽減された。なお、第一京浜との立体交差が最初に計画されたのは大正時代であり、それから約90年を経ての完成となる（「国道15号#京浜国道改築」を参照）。
糀谷駅を発車すると急勾配を下り、短い地上区間を経て地下に潜り、産業道路と環八通りの交差点の直下に位置する大鳥居駅へ進入する。大鳥居駅付近は1985年から1997年にかけて地下化されたもので、これにより産業道路・環八通りとの平面交差が解消され、地上部の交差点改良も実施された。大鳥居駅を出ると地上に戻って首都高速羽田線羽田出入口の下をくぐる。
穴守稲荷駅を過ぎると、再び地下線区間に入り、海老取川をくぐった付近で南北に走る東海道貨物線と交差し、天空橋駅で同じく地下線の東京モノレールと連絡する。ここから東京国際空港（羽田空港）の敷地内となり、一部高架線のモノレールとほぼ並行しながら、第3旅客ターミナルの地下に位置する羽田空港第3ターミナル駅に到着する。この先、南へ迂回しながら新整備場駅を経由するモノレールに対し、空港線には途中駅がなく、直線的に空港の中心部へ向かう。終点の羽田空港第1・第2ターミナル駅は、第1旅客ターミナルと第2旅客ターミナルの間の地下にあり、東京湾岸道路（首都高速湾岸線・国道357号）と直交している。

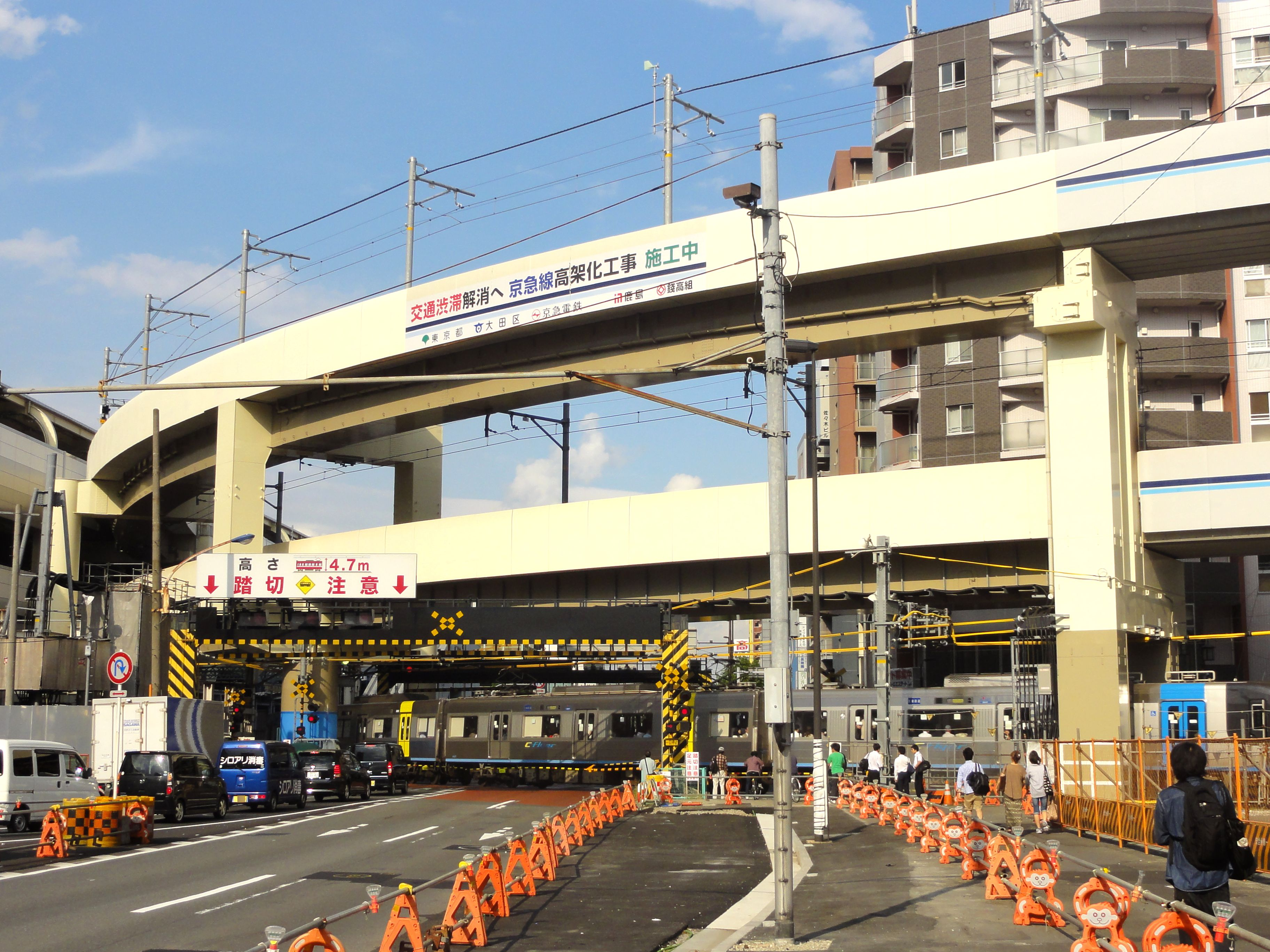
京急蒲田駅付近の第一京浜の踏切と、工事中の立体交差（2012年10月）
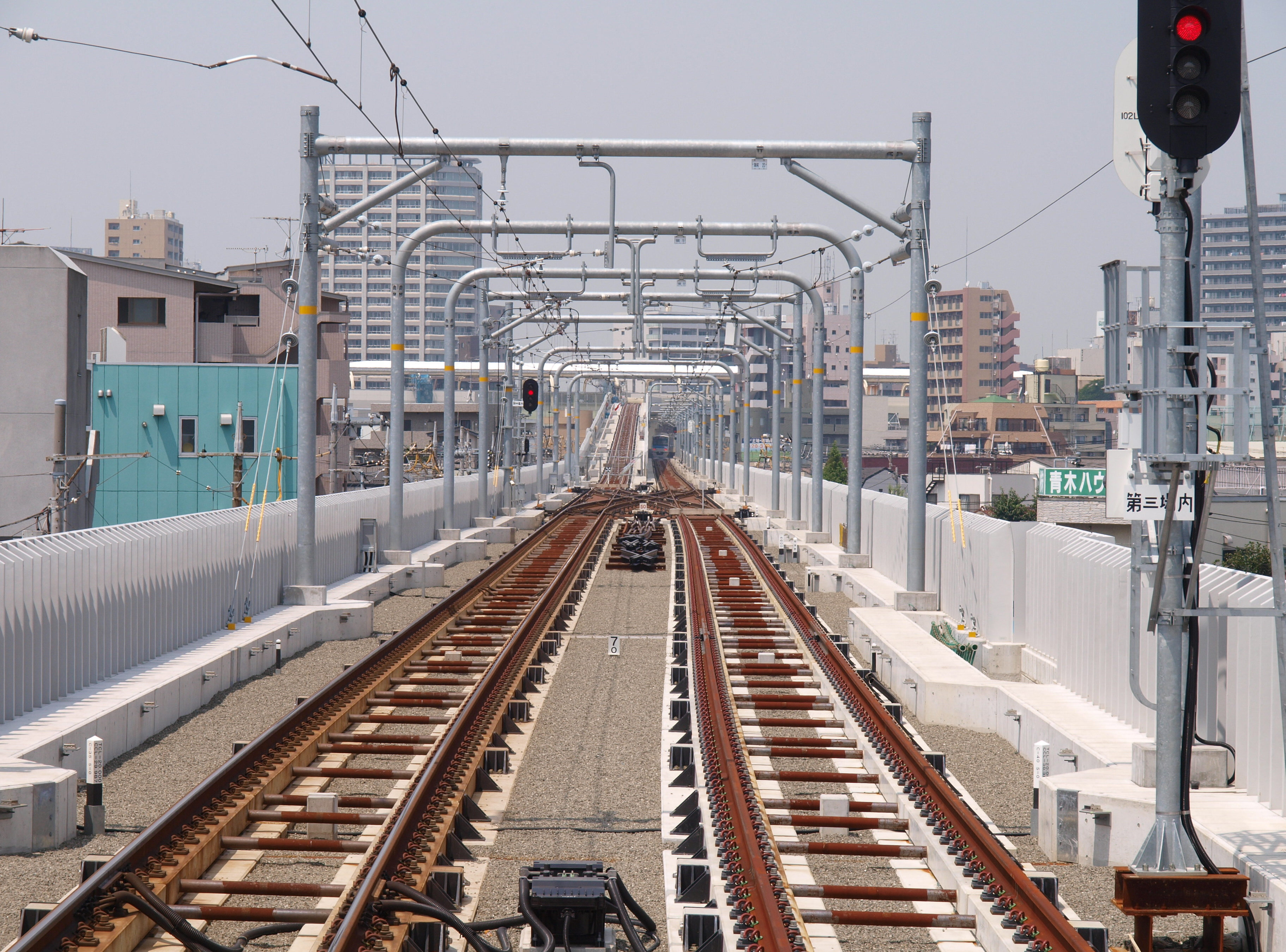
糀谷駅高架ホームより京急蒲田駅方を眺む。分岐器により京急蒲田1・4番線と接続する（2010年8月）
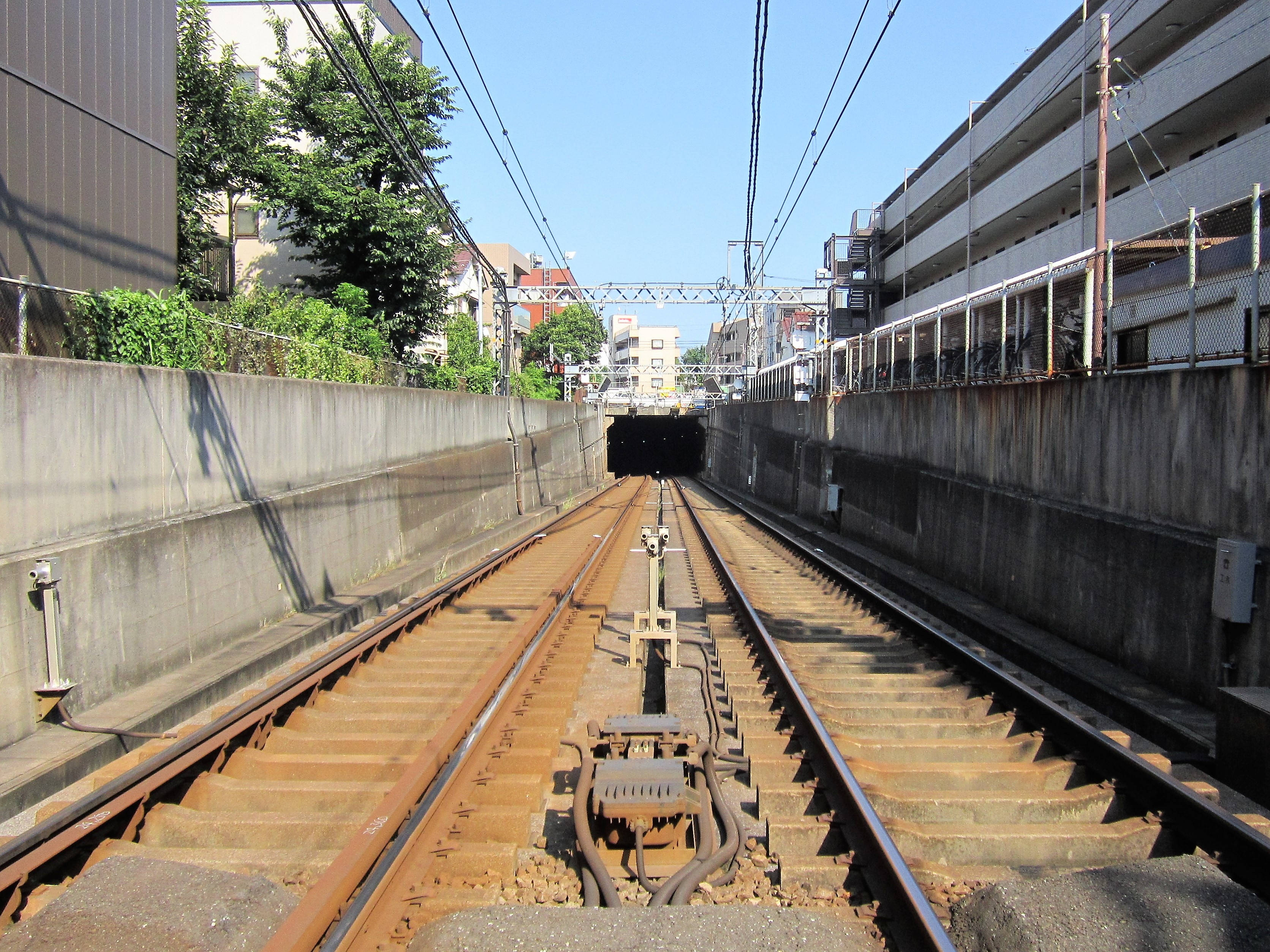
穴守稲荷駅付近の地下区間への入り口（2019年8月）
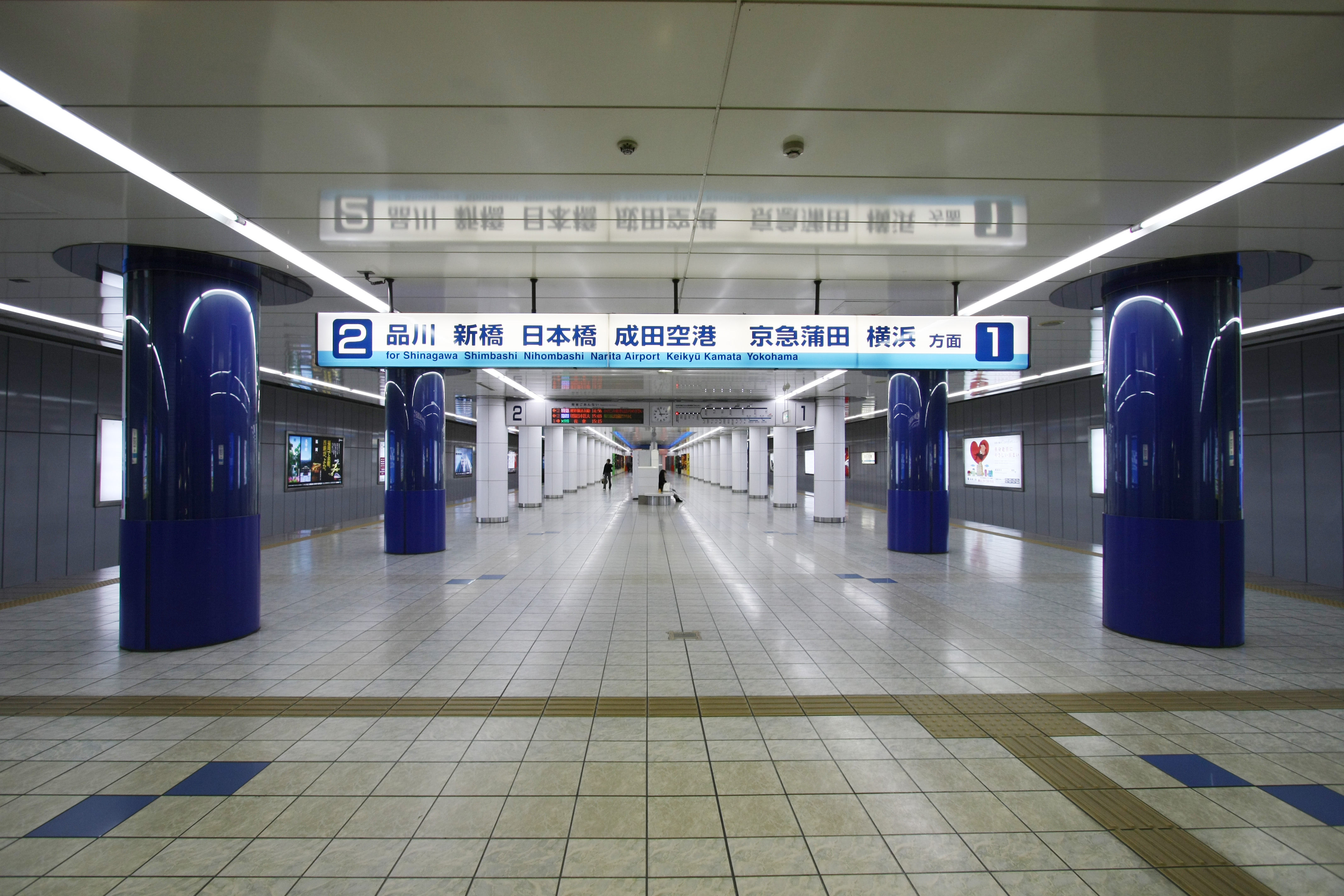
地下区間となる羽田空港第1・第2ターミナル駅（2010年3月）

## 運行形態
全ての列車が京急蒲田駅 - 羽田空港第1・第2ターミナル駅間の全線通しで運転し、途中駅での折り返しはない。下り（羽田空港第1・第2ターミナル駅行き）の行き先はすべて「羽田空港行き」として案内される（羽田空港第3ターミナル駅および羽田空港第1・第2ターミナル駅の総称）。大半の列車は京急本線（品川方面・横浜方面）に直通し、線内折り返しは朝夕ラッシュ時にのみ見られる。快特とエアポート快特は線内に通過駅があり、それ以外の種別は各駅に停車する。線内の各駅は通過線を持たないため、緩急待避は行われない。
本線品川方面に直通する列車の多くはそのまま都営地下鉄浅草線に直通し、京成押上線・京成本線を経て北総鉄道北総線、京成成田空港線（成田スカイアクセス線）、京成東成田線、芝山鉄道線まで乗り入れる。成田スカイアクセス線の開業後は、スカイアクセス線と線路を共有している北総線方面に直通する列車が増発された。一方で京成本線京成船橋駅・京成佐倉駅・京成成田駅方面に直通していた列車の多くは青砥駅・京成高砂駅発着に変更された。
かつては毎年12月31日から翌年1月1日にかけて終夜運転を行っており、近年では最終電車を繰り下げていた。ただし羽田空港の警備上、営業区間は京急蒲田駅 - 穴守稲荷駅間とされ、穴守稲荷駅 -羽田空港国内線ターミナル駅（現在の羽田空港第1・第2ターミナル駅）間は穴守稲荷駅での折り返しが不可能なことによる折り返しのための回送として運転されていた。2019年（2018年12月31日 - 2019年1月1日）以降は最終電車の繰り下げも実施されなくなった。

### 列車種別
エアポート快特・快特・特急・急行・普通の5種別が運行される。日中（おおむね平日10時台 - 15時台、ならびに土休日9:30 - 19:30）は40分単位でダイヤが編成されており、40分あたりエアポート快特1本、快特（品川方面）1本、特急（品川方面）2本、急行（横浜方面）2本の割合で運行され、普通列車は運行されない。
都営浅草線への直通列車には京急の車両はあまり使われず、乗り入れ各社（京成・北総・都営）の車両による運用が中心となる。速達列車はラインカラーで呼称される場合もある。なお、品川方面の列車は地下鉄直通運転を行う関係で18m車8両編成が使用され、横浜方面は一部4両編成の列車もあったが2025年時点では6両または8両編成となっている。
日中の運行パターンは以下の通りである。
- 品川・泉岳寺・浅草線方面
  - エアポート快特（京急蒲田駅通過、浅草線内エアポート快特、押上線・成田スカイアクセス線内アクセス特急）成田空港駅発着 1.5本/h
  - 快特（京急蒲田駅停車、浅草線・京成線内普通）青砥駅発着 1.5本/h
  - 特急（空港線内各駅停車、浅草線・京成線・北総線内普通）印旛日本医大駅（一部は印西牧の原駅）発着 3本/h
- 京急川崎・横浜・金沢文庫方面
  - 急行 逗子・葉山駅・金沢文庫駅発着 3本/h

各種別ごとの運行形態は以下の通り。

#### エアポート快特
品川駅 - 羽田空港第1・第2ターミナル駅間で途中羽田空港第3ターミナル駅のみに停車する空港線の最速達列車で、40分間隔で運行される。空港線で唯一の品川方面専用種別である。2012年10月20日までは20分間隔となっていたが、翌10月21日の改正で約半数が快特に切り替えられたことで40分間隔となり、大部分の列車が成田スカイアクセス線直通列車となっている。2014年11月8日改正後の品川駅 - 羽田空港第3ターミナル駅間の所要時間は11分、品川駅 - 羽田空港第1・第2ターミナル駅間の所要時間は14分である。基本的に空港連絡を担う列車であり、平日の朝ラッシュ時には運転されない。

#### 快特
品川方面や横浜方面との直通列車が設定されている。空港線内の停車駅は京急蒲田駅と羽田空港第3ターミナル駅・羽田空港第1・第2ターミナル駅のみとなっている。
なお、京急の支線内で通過駅を有する速達種別は空港線の「快特」・「エアポート快特」、久里浜線の「モーニング・ウィング号」のみである。

#### 特急
品川・都営浅草線方面への直通列車として、1997年10月に運行を開始した。それまで品川との間で運行されていた急行を置き換え、浅草線の西馬込 - 押上系統を統合したうえで浅草線直通としたもので、空港線内では各駅に停車する。1998年11月から1999年7月にはエアポート特急が存在したが、エアポート快特に統合された。その後は本線・都営浅草線直通列車として20分間隔で運転されるようになる。また、早朝には本線下り方（横浜方面）から直通する列車も後に登場している。
2002年10月には京急蒲田駅の改良によって本線下り方への直通が容易になり、同駅で進行方向を変え横浜方面へ直通する列車が大幅に増発された。日中には本線京急川崎駅 - 金沢文庫駅間で快特と併結され、新逗子駅（現逗子・葉山駅）・浦賀駅を発着する4両編成の列車が20分間隔で運行を始めた。羽田空港発の列車は京急川崎駅手前で一旦引上線上で停車し、後続の快特を先にホーム入線させ、その後部に連結していた。またこの列車は京急蒲田駅で本線の快特（下りは品川駅〈一部泉岳寺駅〉始発、上りは都営浅草線直通）と相互接続を図っていた。
2003年7月になると品川方面への列車はすべてエアポート快特・快特および急行に整理され、特急は本線横浜方面への列車のみとなった。この改正により、京急では日中に運行される特急列車は本線の快特と併結する空港線列車のみとなった。2010年5月、空港線直通列車の併結作業は基本的に中止となり、横浜方面への直通は単独で運転されるエアポート急行（後節参照）に変更された。
横浜方面との直通列車は、平日朝に京急久里浜、浦賀、逗子・葉山発羽田空港第1・第2ターミナル行きの列車と、平日深夜に羽田空港第1・第2ターミナル発金沢文庫、逗子・葉山、京急久里浜行きの運転がある。また、品川方面との直通については、2022年2月26日のダイヤ改正より品川始発1本、同年11月26日より、日中の北総線との直通電車も特急として運転されている。

#### 急行
品川・横浜方面への直通列車として、2010年5月16日に「エアポート急行」の名称で登場した。主に8両編成で運行され、品川・都営浅草線方面と京急川崎・横浜方面の2系統が運行されている。かつては早朝 - 朝ラッシュ時・夕方以降は品川・都営浅草線方面が中心に運行され、日中は品川・都営浅草線方面と京急川崎・横浜方面がそれぞれ20分間隔で運行されていた。2022年11月改正時点で日中は品川・都営浅草線方面の列車は快特または特急となり、京急川崎・横浜方面の列車が20分間隔で運行されている。空港線内は各駅に停車しており、北総線方面の特急（20分間隔）と交互運転で、日中に運行されない普通列車の代わりとなっている。品川・都営浅草線方面のエアポート急行は2010年5月15日までは「急行」として運転されていたが、翌日のダイヤ改正から「エアポート急行」に改称した。また、京急蒲田折り返し列車も当初は急行と名乗っていたものの、乗客から「紛らわしい」「分かりにくい」との声ですぐに普通に変更されている。同様の理由から2023年11月25日に実施されるダイヤ改正をもって品川・都営浅草線方面と京急川崎・横浜方面の双方とも「急行」に再び改称、「エアポート急行」は消滅した。

#### 普通
各駅停車で、早朝 - 朝ラッシュ時・夕方以降のみ運行される。基本的に線内ピストン運転で運行されるが、京急久里浜（発のみ）、浦賀、逗子・葉山（発のみ）、神奈川新町（着のみ）、品川（着のみ） - 羽田空港第1・第2ターミナル間で設定されている。線内運転の列車は多くが8両編成だが、本線直通列車および一部の線内運転列車は4両または6両の編成で運行される。

### 1月3日の臨時ダイヤ
東京箱根間往復大学駅伝競走（箱根駅伝）では、2012年（第88回）まで往路1区と復路10区が京急蒲田駅そばの第一京浜にかかる踏切を通過していた。1月2日の往路では全出場校がすぐに通過するが、1月3日の復路ではトップの通過から最後尾までの差が30分程度開く。そのため、毎年1月3日には競技への影響を抑えるため、本線からの直通運転を中止し、以下の通り臨時ダイヤを組んでいた。
2011年（第87回）・2012年の臨時ダイヤは以下の通り。2010年、京急蒲田付近立体交差化事業の進捗に伴い、同年5月から一部高架の使用を開始した結果、当該踏切は、選手通過時間帯には列車を通過させない措置が可能となった。
- 品川方面・横浜方面からの列車は空港線へ入線せず、本線京急蒲田発着に変更。
- 空港線は京急蒲田 - 羽田空港国内線ターミナル（現在の羽田空港第1・第2ターミナル）間での折り返し運転とし、京急蒲田駅2階ホームの4番線に発着（当該踏切は使用せず、1階1番線は降車専用ホーム化）。京急蒲田で行先変更となった列車に接続。
- エアポート快特は快特に種別変更し、泉岳寺 - 京急蒲田間の運行とする。また京成成田スカイアクセス線直通アクセス特急も都営浅草線内は各駅停車とする（2012年大会のみ[8]）。
- 行先変更となった列車は、エアポート快特とエアポート急行・都営浅草線方面系統は神奈川新町まで、エアポート急行・新逗子（現在の逗子・葉山）発着系統は品川まで回送の上で折り返す。

2010年（第86回）までの臨時ダイヤは以下の通り。
- 品川方面からの列車は空港線へ入線せず、本線京急川崎発着に変更。
- 横浜方面からの列車は品川発着とし、通常は京急川崎で行う泉岳寺発着快特との分割併合を品川に変更。
- 空港線は快特運転を中止、京急蒲田 - 羽田空港国内線ターミナル間で全車普通列車（8両編成）による折り返し運転とし、京急蒲田で行先変更となった列車に接続。

2010年までは踏切付近に特設本部を設置、鶴見中継所（鶴見市場交番）と雑色駅付近に連絡要員を配備し、その情報と日本テレビで放送されるテレビ中継（『新春スポーツスペシャル箱根駅伝』）を元に列車の運行と踏切閉鎖を決定していた。なお、選手が踏切で足止めされた時間はロスタイムとして計上された。
なお上下線共に高架化が完了した2013年（第89回）以降は、臨時ダイヤは実施せず通常通り運行されている。

## 歴史

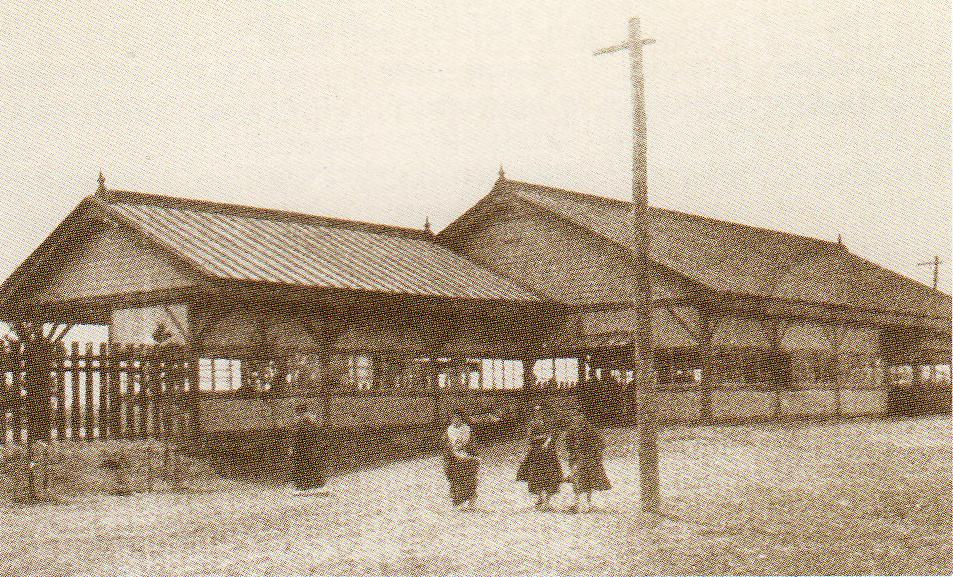
穴守駅　1916年

### 開業から第二次世界大戦まで

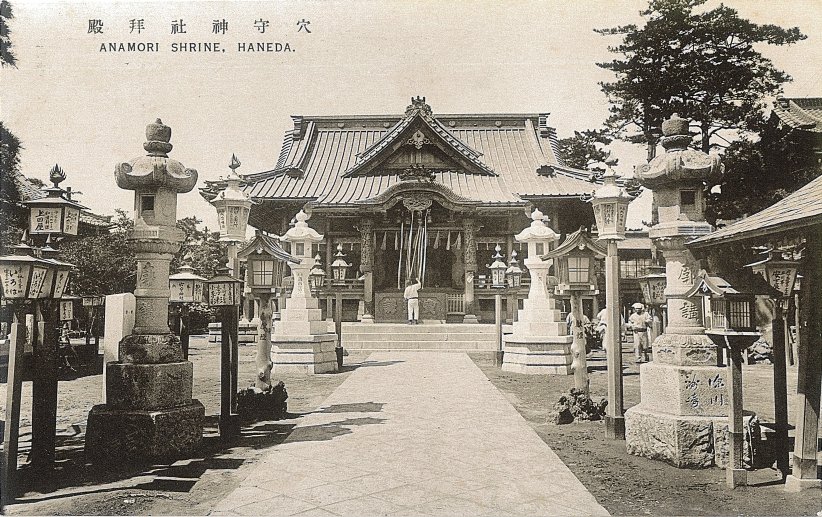
穴守稲荷神社

1902年（明治35年）、現在の羽田空港にあたる鈴木新田にあった穴守稲荷神社への参拝客輸送のため、京浜電気鉄道（京浜電鉄）の穴守線として、蒲田駅（現在の京急蒲田駅）から現在の海老取川の手前に設けられた穴守駅間が単線の専用軌道で開業した。
当初は、まず川崎大師への参拝を済ませると、多摩川をはさんで対岸にあった穴守稲荷神社への参拝を兼ねて、遊びに行くという人が多かった。その人々は多摩川を渡し船で渡り、穴守稲荷神社へと向かっていた。そこで1899年（明治32年）6月、大森駅から山谷（現大森町駅付近）を経て羽田穴守へ通ずる計画が立てられたが、その後1901年（明治34年）9月に当時の京浜電鉄の駅で最も穴守稲荷神社に近い京急蒲田駅から延伸するように変更、京浜蒲田駅から海老取川の岸に至り、そこから南側に曲がり、多摩川に突き当たった所で土手沿いに西へ進み、今の大師橋（その手前に羽田の渡しがあった）を越え、現在大師橋緑地になっている所にあり、川崎大師に最も近い渡し場であった中村の「新渡し」付近を終点として、渡し船を利用して大師線に結び回遊できるようにするという構想がたてられた。
そして、1902年（明治35年）3月に第一期工事として京浜蒲田 - 羽田間を着工、6月28日には、日本初の「神社の」参詣者輸送のための「電気鉄道」である穴守線（現・空港線）が開通し、海老取川の手前に穴守駅を開業した。品川駅への延伸より先に穴守線が開通したのは、川崎大師への参詣客輸送の大成功が大きく影響し、これ以降、京浜電鉄は川崎大師と穴守稲荷の回遊を呼び物として、新聞での広告、回遊割引券の発売などあの手この手で集客を図るようになった。当時の人々にとっては「往路と復路を同じルートにしない」ことが重要であり、同じでないことはそれだけで旅の楽しみを倍増させるほどの特別な魅力であった。「川崎大師へ詣でるなら、穴守稲荷へも寄らなければ片参り」といった宣伝も行われたという。
なお、第二期工事として予定されていた羽田 - 中村の「新渡し」付近は、会社の営業不振と新橋 - 横浜間の官設鉄道との競争におわれて支線にまで手が回らなくなったため、中止となった。また、海老取川手前までの開通になったのは、神社周辺が既に住宅密集地であったことと、1903年（明治36年）に架橋された 稲荷橋 から穴守稲荷神社までの続く参道「稲荷道」の商店主や人力車稼業の人々が、商売にならなくなると反対したためといわれている。
当時は羽田支線とも呼称され、大森停車場前駅（後の大森駅）と穴守駅を結ぶ列車が運行されていた。1904年（明治36年）に品川駅（現在の北品川駅）- 海岸駅（現在の大森海岸駅）が開業すると、大森支線となった大森駅方面への直通はなくなり、（品川駅 - 大師駅〈現在の川崎大師駅〉間と）品川駅 - 穴守駅間の直通運転が主となった。当初穴守稲荷神社への参詣者輸送を主眼としていた京浜電鉄は、文芸評論家の押川春浪や押川の友人で文芸評論家ながら京浜電鉄に勤めていた中沢臨川の働きかけにより、1909年（明治42年）に陸上トラック・野球場・テニスコート・弓道場・土俵のほか、花壇や遊園地も兼ね備えた羽田運動場（野球場）を神社裏手の江戸見崎に設置したことを嚆矢として、羽田地域の独自の観光開発に乗り出し、境内には動物園までつくられた。
1910年（明治43年）3月には、穴守線の複線化が行われ、8分間隔での運行が行われた。1911年（明治44年）7月5日には、京浜電鉄は羽田穴守海水浴場を開設し、報知新聞社と提携し同社の主催で、元内閣総理大臣大隈重信伯爵や渋沢栄一、樺太探検で有名な白瀬矗中尉などを来賓に迎え、開場式を挙行した。宣伝効果もあって、会場直後の同年7月16日には、1日1万人を越える入場者が来場したと新聞の記録に残されている。その後、羽田穴守海水浴場には、毎年5万人の入場者が来場し、後には海の家や浄化海水プールも新設されている。これらの施設は、当時の海水浴場としては群を抜いたものであり、海上休憩場のほか陸上にも休憩場2棟、収容人数は1万人、特別休憩室64室、3500人分の更衣室、東洋一と謳われた海水プール、海の遊泳場には飛込台やボートもあり、総タイル張りでシャワー設備等も設けた温浴場、滑り台やシーソー等を設置した陸上遊戯場、余興場、各種売店等、あらゆる施設を備えた一大娯楽施設だった。
同年10月、京浜電鉄は穴守線を神社のすぐ近くまで延伸することを計画し、東京府に申請を行った。しかし、この動きに対して再び「稲荷道」関係者が150名以上による延伸反対の陳情書を東京府知事に対して提出するなど反対運動を展開、これを受けて警視庁などが調停に乗り出し、稲荷橋駅から穴守新駅までの間は別に運賃を徴収するということで落着し、延伸が決まった。そして、1913年（大正2年）12月31日には、遂に穴守線が海老取川を渡って神社前までの延伸を果たし新穴守駅が開業した。
1931年、羽田飛行場（現在の東京国際空港）が建設されると、飛行場への旅客輸送も行われるように変化していった。

### 戦後
第二次世界大戦終結直前の1945年には空襲により駅が被災するなどしたが、列車の運行は続けられた。しかし、終戦を迎えると羽田飛行場が連合国軍に接収され、周辺の町も飛行場の拡張用地に充てられることになった。穴守稲荷神社や住民は強制退去となり、穴守線も稲荷橋以東の末端部が営業休止、残る区間も貨物線を建設するため単線化された。翌年には省線蒲田駅から空港内への貨物線が開業し、蒸気機関車による貨物輸送が開始された。なお、羽田は鉄道開業当初から電車が走っていたため、煙をはく汽車が通るというので、子供が珍しがって見に出たという。さらに被災により車両数が減っていた中、先頭車両の半室を仕切る形で連合国軍専用車の運転も行われていた。当時は列車交換設備のない単線運転で、運転間隔は20分以上に開いてしまったとされる。
空港返還後は空港アクセスに使用されることもあったが、1964年に空港敷地内に乗り入れた東京モノレールの開業後は、地域輸送や現在の穴守稲荷駅近くへ遷座した穴守稲荷神社への参拝者輸送に徹することになった。京急元鉄道本部長中根啓介の証言によれば、東京オリンピックを前に運輸省からなされた空港乗り入れの打診を、本線の輸送力増強に専念するため断ったことで、1972年に再乗り入れの検討を始めて以降も、空港ターミナルへの乗り入れは長らく運輸省・東京都とも門前払いが続くことになった。
なお、この時期にも羽田空港駅が存在したが、空港とは海老取川を挟んだ対岸に位置し、空港ターミナルからは距離があった。羽田沖合展開工事が始まる頃にようやくバス連絡を始めたが、駅前が狭く小型から中型のバスしか入れないなど、空港アクセスとしてはほとんど機能していなかった。当時は本線との直通列車もなく（1966年 - 1968年にはわずかに存在）孤立した状態だったため、京急最古参の車両が常に使用されるなど近代化は大きく遅れ、冷房車の投入も1986年と本線に比べ著しく遅かった（この時に全列車が800形となり京急線でいち早く完全冷房化したが、1993年から約2年間は非冷房の都営5000形も入線している）。

### 羽田空港再乗り入れ
羽田空港の沖合展開事業（沖展）の中、拡大する空港及びターミナルに対して東京モノレールだけでは増大する輸送量に対応できないとの判断から、念願の羽田空港乗り入れが認められた。1993年に羽田駅（現在の天空橋駅）が空港島内に開業して都心方面（本線・都営地下鉄浅草線）からの直通運転が開始。この時点では暫定的に同駅から東京モノレールへ乗り継ぐ形で空港アクセスを図っていたが、1998年には羽田空港駅（現在の羽田空港第1・第2ターミナル駅）が開業し旅客ターミナルビルと直結、羽田空港へのアクセス路線として本格的に機能するようになった。
この際に「京急、搭乗。」という航空会社のカウンターや旅客機の傍らに京急の車両（600形が使われた）が横付けするイメージ広告ポスターを製作して、京急線各駅や東日本旅客鉄道（JR東日本）の車両や駅などに掲出したほか（2002年に東京モノレールがJR東日本の傘下となって以降はJR線内ではほとんど行われなくなった）、他空港とそのアクセス鉄道・バス（南海電気鉄道、大阪モノレール、福岡市地下鉄など）にも積極的に出稿した。
さらに横浜、逗子・葉山方面や成田国際空港への直通列車も設定され、空港アクセス路線としてさらに積極的に活用されることになり、東京モノレールと激しい乗客獲得競争を繰り広げている。
東洋経済新報社は、2015年頭時点での羽田アクセスに対する京急と東京モノレールのシェア比を「6対4程度」と見込んだ上で、この年開通するJRの上野東京ラインが東京モノレールとの連絡駅の浜松町駅を通過して京急との連絡駅の品川駅に乗り入れることから、さらに京急が優位に立つだろうと分析している。

### 年表
列車運用に関する内容の詳細は列車種別の節を参照。
- 1902年（明治35年）6月28日 - 羽田支線（穴守線）として蒲田駅（現在の京急蒲田駅） - 穴守駅間が開業[34]。（蒲田駅、）糀谷駅、大鳥居駅、穴守駅が開業。穴守駅には列車折り返し用のループ線が設置される。
- 1904年（明治37年）3月1日 - 軌間を標準軌の 1435 mm から東京電車鉄道（後の都電）などと同じ 1372 mmの馬車軌間へ変更。
- 1906年（明治39年）9月以前 - 本線との直通運転が中止され、蒲田駅に穴守駅と同様のループ線が設置される。
- 1910年（明治43年）3月31日 - 全線複線化[34]。
- 1913年（大正2年）12月31日 - 穴守駅を移設し、0.8 km 延伸[34]。
- 1914年（大正3年）1月 - （初代）穴守駅の位置に羽田駅（現在の穴守稲荷駅）が開業。
- 1915年（大正4年）1月 - 羽田駅が穴守方へ約 40 m 移設。羽田駅が稲荷橋駅に改称[35]。
- 1923年（大正12年）4月1日 - 蒲田駅が専用軌道上に移設され、ループ線が廃止。
- 1925年（大正14年）11月1日 - 蒲田駅が京浜蒲田駅に改称。
- 1929年（昭和4年）9月 - 羽田競馬が開催されたことに伴い、競馬場前駅が臨時駅として開設。
- 1933年（昭和8年）4月1日 - 1372 mmの馬車軌間から標準軌に改軌。
- 1940年（昭和15年）10月 - 稲荷橋駅が京浜蒲田方へ 0.2 km 移設される。
- 1942年（昭和17年）5月1日 - 京浜電気鉄道が東京急行電鉄に合併され[36]、東急（大東急）の路線（東急品川線の一部）となる。
- 1943年（昭和18年）6月1日 - 軌道法に基づく軌道線から地方鉄道法に基づく地方鉄道線に変更。
- 1945年（昭和20年）9月27日 - 連合軍の接収により京浜蒲田駅 - 稲荷橋駅間が単線化。稲荷橋駅 - 穴守駅間が営業休止。単線化した区間には省線蒲田駅から軌間 1067 mm の貨物線を敷設[29]。
- 1946年（昭和21年）8月15日 - 稲荷橋駅が京浜蒲田方へ約340 m移設される[29]。
- 1947年（昭和22年）12月25日 - 架線電圧を直流 600 V から同 1500 V へ昇圧。
- 1948年（昭和23年）6月1日 - 東京急行電鉄から京浜急行電鉄が分離発足。
- 1952年（昭和27年）11月1日 - 京浜蒲田駅 - 稲荷橋駅間の上り線が連合軍より返還され複線運転再開[37]。
- 1956年（昭和31年）4月20日 - 稲荷橋駅が穴守稲荷駅に改称。穴守稲荷駅 - （初代）羽田空港駅間が延伸開業（復活）[38]。
- 1963年（昭和38年）11月1日 - 穴守線から空港線に改称[38][39]。
- 1970年（昭和45年）11月12日 - 空港線と大師線で 1号型ATS の使用を開始。これにより京浜急行電鉄全線の ATS 化が完了[40]。
- 1971年（昭和46年）1月24日 - 羽田空港駅 - 穴守駅間が正式に廃止[40][注 4]。
- 1976年（昭和51年）8月1日 - 車両の大型化を実施[41]（18m 級車両導入）し、400形運行開始。
- 1986年（昭和61年）8月29日 - 車両を800形に統一。冷房化率が0%から100%になる[42]。
- 1987年（昭和62年）6月1日 - 京浜蒲田駅が京急蒲田駅に改称。
- 1991年（平成3年）1月16日 - 第1期空港線延伸工事の進捗に伴い穴守稲荷駅 - 羽田空港駅間が営業休止[43][44]。この時運転していた車両の方向幕に「蒲田⇔穴守稲荷」の表示がないため、方向板を装着して対応していた。また、この日から1993年3月末まで、京浜急行バスによる穴守稲荷駅 - 羽田空港駅間の鉄道代行輸送実施[45]。
- 1993年（平成5年）
  - 4月1日 - 第1期空港線延伸工事が竣工し、穴守稲荷駅[疑問点 – ノート] - 羽田駅（現在の天空橋駅）間が開業[46][47]。羽田駅開業、羽田空港駅廃止。全駅でホームを3両編成対応から6両編成対応に延長。本線を介して都営浅草線方面への直通運転を開始[43]。
  - 9月12日 - 日中の普通列車を品川まで直通する急行列車に置き換え、日中は急行列車のみ毎時6本の運転となる[48]。
  - 9月27日 - 羽田空港新ターミナル（ビッグバード）の開業に伴い羽田駅で東京モノレールと接続、連絡運輸が開始[43]。
  - 年度中 - 全駅に自動改札機が設置。
- 1994年（平成6年）12月10日 - 輸送力増強策として各駅のホーム延伸工事が完了。本線直通急行列車の8両編成運行が開始[43]。
- 1997年（平成9年）
  - 10月4日 - 本線および都営浅草線へ直通する特急列車の運行が開始[5]。
  - 11月23日 - 大鳥居駅付近が地下化[49]。
- 1998年（平成10年）
  - 11月16日 - 開業に先がけて（2代）羽田空港駅（現在の羽田空港第1・第2ターミナル駅）で出発式開催[50]。
  - 11月18日 - 第2期空港線延伸工事の完成に伴い羽田駅が天空橋駅に改称[51]。天空橋駅 - （2代）羽田空港駅間が開業[52][50]。エアポート快速特急（現在のエアポート快特）およびエアポート特急が運行開始[53]。最高速度が60 km/hから90 km/hへ向上[54]。
- 1999年（平成11年）
  - 7月31日 - 京急全線で白紙ダイヤ改正。早朝に本線横浜方面からの直通列車を運行開始[55][56]。
  - 12月31日 前年まで空港線でも行われていた[54]終夜運転が、この年は行われなくなる[57]。
- 2000年（平成12年）7月22日 - 天空橋 - 羽田空港間の最高速度を100 km/hへ向上[57]。
- 2001年（平成13年）
  - 2月 - 京急蒲田駅付近連続立体交差事業に着手[58]。
  - 9月15日 - 都営浅草線との直通列車を10分の等間隔に揃える[59]。
- 2002年（平成14年）10月12日 京急蒲田駅改良により本線横浜方面との終日直通運転開始。昼間時は羽田空港を発着する4両編成の特急が、京急川崎 - 金沢文庫間で快特に併結されるという運行形態となる[60]。
- 2003年（平成15年）
  - 7月19日 - 品川方面直通の列車が快特と急行に統一され、昼間は10分ヘッドで交互に運転される（特急は廃止）[61][6]。
  - 12月25日 - 天空橋→羽田空港間（下り）の最高速度を110 km/hに向上[62]。
- 2004年（平成16年）
  - 10月30日 - 羽田空港駅への夜間滞泊を開始[63]。
  - 12月1日 - 羽田空港第2旅客ターミナルの開業に伴い羽田空港駅に第2旅客ターミナル口開設[64]。
- 2009年（平成21年）2月14日 - 保安装置をC-ATSに更新[65][66]。
- 2010年（平成22年）
  - 5月16日 - 京急蒲田 - 大鳥居間の上り線が高架化[67]。エアポート快特の停車駅変更およびエアポート急行を新設[68][69]。
  - 7月17日 - 京成成田空港線（成田スカイアクセス）開業に伴い、同線との直通運転を開始。
  - 10月21日 - 羽田空港新国際線ターミナル開業に伴い羽田空港国際線ターミナル駅が開業、羽田空港駅が羽田空港国内線ターミナル駅に改称[70]。同時に駅ナンバリングが使用開始[71]。
- 2012年（平成24年）10月21日 - 京急蒲田 - 大鳥居間の下り線が高架化され、同区間の高架化が完成[72]。
- 2015年（平成27年）7月7日 - デジタル空間波列車無線（デジタルSR無線）の使用を開始[73]。
- 2019年（令和元年）10月1日 -  天空橋 - 羽田空港国内線ターミナル駅間と他の区間をまたがって乗車した場合の加算運賃の値下げを実施（普通旅客運賃で170円を50円へ）。また羽田空港国内線ターミナル駅および羽田空港国際線ターミナル駅と穴守稲荷駅、大鳥居駅、糀谷駅および京急蒲田駅各駅の相互間に設定されていた特定運賃を廃止（詳細は後述）。これにより、空港連絡割引（60円）が適用される都営線各駅 - 羽田空港国際線ターミナル駅（現在の羽田空港第3ターミナル駅）間の運賃より同割引の対象外となる都営線各駅 - 手前の糀谷〜天空橋間の運賃の方が高額となる逆転現象が発生したため、その対策として企画乗車券「羽田みらいきっぷ」の発売を開始。
- 2020年（令和2年）3月14日 - 羽田空港国際線ターミナル駅が羽田空港第3ターミナル駅に、羽田空港国内線ターミナル駅が羽田空港第1・第2ターミナル駅に改称[74]。
- 2022年（令和4年）
  - 3月12日 都営線各駅から羽田空港両駅への空港連絡割引額を60円から50円に引き下げ。これに伴い、2019年に発生した逆転現象が解消されたため、「羽田みらいきっぷ」の発売を終了。
  - 8月8日：羽田空港第1・第2ターミナル駅引上線の工事に着手[75]。

## 駅一覧
- 全駅東京都大田区内に所在。
- 特急・急行および普通列車は各駅に停車する。
- ●：停車 ｜：通過

| 駅番号 | 駅名                                             | 駅間 営業キロ | 累計 営業キロ | 快特 | エアポート快特 | 接続路線                                                                                                  |
| ------ | ------------------------------------------------ | ------------- | ------------- | ---- | -------------- | --- |
| KK11   | 京急蒲田駅                                       | -             | 0.0           | ●    | ｜             | 京浜急行電鉄： 本線（品川・横浜方面直通運転）                                                             |
| KK12   | 糀谷駅                                           | 0.9           | 0.9           | ｜   | ｜             | |
| KK13   | 大鳥居駅                                         | 1.0           | 1.9           | ｜   | ｜             | |
| KK14   | 穴守稲荷駅 （ヤマトグループ 羽田クロノゲート前） | 0.7           | 2.6           | ｜   | ｜             | |
| KK15   | 天空橋駅 （羽田イノベーションシティ）            | 0.7           | 3.3           | ｜   | ｜             | 東京モノレール： 東京モノレール羽田空港線 (MO 07)                                                         |
| KK16   | 羽田空港第3ターミナル駅                          | 1.2           | 4.5           | ●    | ●              | 東京モノレール： 東京モノレール羽田空港線 (MO 08)                                                         |
| KK17   | 羽田空港第1・第2ターミナル駅                     | 2.0           | 6.5           | ●    | ●              | 東京モノレール： 東京モノレール羽田空港線（羽田空港第1ターミナル駅:MO 10・羽田空港第2ターミナル駅:MO 11） |

- 羽田空港ターミナル内の2駅における東京モノレールとの連絡運輸は行っていない。

## 加算運賃
天空橋駅 - 羽田空港駅（現・羽田空港第1・第2ターミナル駅）間開業当初より、羽田空港第3ターミナル駅・羽田空港第1・第2ターミナル駅と穴守稲荷駅以遠の間を乗車する場合には対キロ程運賃に定額を加算する加算運賃が設定されている。
導入開始当初は加算額が170円（大人普通運賃、以下この節内同じ）で、穴守稲荷駅、大鳥居駅、糀谷駅および京急蒲田駅各駅との相互間は加算後の運賃から20 - 30円の割引を適用した特定運賃が設定されていた。この加算運賃で京急が得た収入は開業から2014年度末まででおよそ606億円にのぼる一方、羽田空港延伸に要した工事費はおよそ700億円、開業から2014年度末までに利払いや土地・施設の使用料として発生した金額はおよそ325億円である。
2022年頃には加算運賃の廃止時期を迎えるとする予想があったが、2019年2月19日に京急は同年10月の消費税率改定に伴う運賃改定と同時に、加算運賃を50円に変更する改定（及び空港線内における特定運賃設定の廃止）を行った。
一方、羽田空港第3ターミナル駅・羽田空港第1・第2ターミナル駅から空港線・京急本線を経由して都営地下鉄浅草線やその直通先との間を乗車した際に、各社線の運賃合算額から60円（成田空港駅・空港第2ビル駅発着は80円）を割り引く「空港連絡特殊割引」制度が導入されていたが、2019年10月の加算運賃引き下げ後もこの割引額が変更されなかったため、空港線糀谷駅 - 天空橋駅間各駅発着の都営地下鉄方面との運賃が羽田空港発着よりも割高になる逆転現象が生じた。これの緩和のため、加算運賃引き下げ日より空港線の糀谷駅・大鳥居駅・穴守稲荷駅・天空橋駅と都営地下鉄・京成線（成田空港駅・空港第2ビル駅・千原線を除く）・北総線の各駅との間に企画乗車券「羽田みらいきっぷ」を発売した（往復方向で利用可能だが、空港線内該当駅でのみ販売）。
2022年3月12日より「空港連絡特殊割引」の割引額が10円引き下げられ50円（成田空港駅・空港第2ビル駅発着は70円）となり、加算運賃との逆転現象がなくなることから「羽田みらいきっぷ」の販売も終了。さらに2023年10月1日の運賃改定に伴って「空港連絡特殊割引」は全面廃止された。

## その他
- 羽田空港の国際線・国内線カウンターでは、国際線と国内線の乗り継ぎ客を対象に乗継乗車票を配布していて、これを利用すると羽田空港第3ターミナル - 羽田空港第1・第2ターミナル間を利用出来る。